# Peripatòpsids
Els peripatòpsids (Peripatopsidae) són una família d'onicòfors, formada per 39 gèneres i 101 espècies.

## Gèneres
- Acanthokara
- Aethrikos
- Aktinothele
- Anoplokaros
- Austroperipatus
- Baeothele
- Centorumis
- Cephalofovea
- Critolaus
- Dactylothele
- Dystactotylos
- Euperipatoides
- Florelliceps
- Hylonomoipos
- Konothele
- Kumbadjena
- Lathropatus
- Leuropezos
- Mantonipatus
- Metaperipatus
- Minyplanetes
- Nodocapitus
- Occiperipatoides
- Ooperipatellus
- Ooperipatus
- Opisthopatus
- Paraperipatus
- Paropisthopatus
- Peripatoides
- Peripatopsis
- Phallocephale
- Planipapillus
- Regimitra
- Ruhbergia
- Sphenoparme
- Tasmanipatus
- Tetrameraden
- Vescerro
- Wambalana